# Wienerfilharmonikernas nyårskonsert 1950

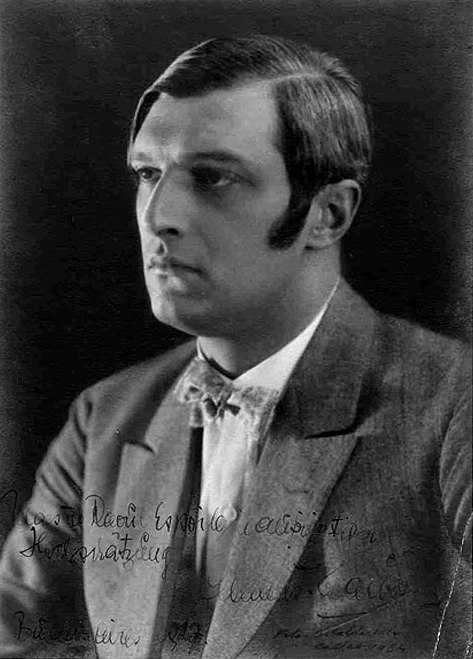
Clemens Krauss (1915).

Wienerfilharmonikernas nyårskonsert 1950 räknas som den tionde nyårskonserten från Wien och ägde rum den 1 januari 1950 i Wiens Musikverein. Den dirigerades för åttonde gången av Clemens Krauss.

## Historia
Strikt räknat var det Wienerfilharmonikernas femte nyårskonsert, eftersom det inte var förrän 1946 som Josef Krips introducerade denna titel, som behölls 1947 och därefter. Dessutom var det den elfte årsskifteskonserten, för vid årsskiftet 1939/40 gavs det en Außerordentliches Konzert (extraordinär konsert) av Wienerfilharmonikerna, som dock ägde rum på Nyårsafton 1939. Från 1941 dirigerades den av Clemens Krauss, med undantag för åren 1946 och 1947 då Krauss förbjöds att dirigera på grund av sin närhet till nazistregimen och ersattes av Josef Krips.

## Program

### Huvudprogram
1. Josef Strauss: Aquarellen, vals, op. 258
2. Josef Strauss: Moulinet-Polka, Polka française, op. 57
3. Josef Strauss: Die Schwätzerin, Polka mazur, op. 144*
4. Josef Strauss: Eislauf, Polka schnell, op. 261
5. Johann Strauss den yngre: Telegramme, vals, op. 318*
6. Johann Strauss den yngre: Aurora-Polka, op. 165*
7. Johann Strauss den yngre: Auf der Jagd, Polka schnell, op. 373*
8. Johann Strauss den yngre: Ouvertyr till operetten Waldmeister''
9. Johann Strauss den yngre: Im Krapfenwald'l, Polka française, op. 336
10. Johann Strauss den yngre: Vergnügungszug, Polka schnell, op. 281
11. Johann Strauss den yngre: Seid umschlungen Millionen, vals, op. 443*

### Extranummer
1. Johann Strauss den yngre: Perpetuum mobile, Musikalischer Scherz, op. 257
2. Johann Strauss den yngre: An der schönen blauen Donau, vals, op. 314
3. Johann Strauss den äldre: Radetzkymarsch, op. 228

Verkförteckningen och verkens ordning finns på Wienerfilharmonikernas webbplats.
De verk markerade med * stod för första gången på programmet till en Nyårskonsert.

## Se vidare
- Clemens Krauss, Dirigent
- Wienerfilharmonikerna

## Weblänkar
- Das Programm des Neujahrskonzerts 1950 auf wienerphilharmoniker.at